# Garthiope barbadensis
Garthiope barbadensis är en kräftdjursart som först beskrevs av M. J. Rathbun 1921.  Garthiope barbadensis ingår i släktet Garthiope och familjen Trapeziidae. Inga underarter finns listade i Catalogue of Life.